# Io, robot (film)
Io, robot (I, Robot) è un film del 2004 diretto da Alex Proyas.
Prodotto dalla 20th Century Fox, il titolo è ispirato all'antologia Io, robot dello scrittore di fantascienza Isaac Asimov, in cui vengono descritte le Tre leggi della robotica, che nel film regolano il rapporto tra uomini e robot. Tuttavia, ogni altro aspetto della concezione robotica di Asimov è stato liberamente reinterpretato.

## Trama
Anno 2035, Chicago. I robot positronici ormai sono diventati un articolo domestico come un altro, alla portata di tutti e in tutte le case, e il mondo aspetta l'arrivo sul mercato dei nuovissimi NS-5, generazione prodotta dalla U.S. Robots, azienda leader nella robotica.
Mentre tutti impazziscono per questi aiutanti meccanici, il detective Del Spooner non si fida troppo dei nuovi e avanzatissimi robot. Spooner viene chiamato sulla scena del suicidio del dottor Alfred Lanning, brillante scienziato nonché fondatore della U.S. Robots, dove per l'appunto lavorava; tra l'altro, il dottor Lanning è l'ideatore delle famose Tre leggi della robotica, nonché dei famosissimi e oramai molto diffusi robot "NeStor classe 5", da cui il nome in codice "NS-5". Lanning lascia a Spooner un dispositivo olografico contenente alcune sue riflessioni che lo spingono a considerare la sua morte come un omicidio. Il detective, insieme alla dottoressa Susan Calvin (psicologa esperta di intelligenze artificiali), inizia a investigare, immaginando che il delitto possa essere stato commesso appunto da un robot, e tenta quindi di capire se questi siano effettivamente una minaccia per la razza umana. Lanning, infatti, si era apparentemente suicidato scaraventandosi da una finestra infrangibile del suo laboratorio, dove conduceva una vita da eremita. Ispezionando il luogo del suo lavoro, tuttavia, Spooner stana un robot che si getta giù dall'edificio, Susan vedendo i resti per terra capisce che il robot avrà bisogno di riparazioni e si recano ad una struttura U.S robotics. Una volta arrivati là, la dottoressa apprende di avere ragione tra le unità già presenti sembra essercene una in piu, questo porta Susan a chiedere chi fosse tra di loro, i robot limitandosi a rispondere "uno di noi" porta Spooner a sentersi forzato la mano, intima come ordine agli NS-5 di non muoversi per far uscire uscire il robot allo scoperto, cosi ne spara uno, con la rabbia di Susan, poi un altro, e intento a colpire il terzo nota un movimento anomalo tra uno dei robot in fila, intuendo che fosse lui, (essendo che aveva dato a tutti i robot l'ordine di non muoversi) percioʻ avvisa alla dottoressa di scappare, dopo l'inseguimento alla fine il robot viene fermato dai rinforzi.
Il robot viene finalmente interrogato da Spooner dopo che il suo amico e capo gli regala cinque minuti con lui prima che vengano Robertson e gli avvocati della U.S. Robotics, Sonny gli confessa di poter sognare e provare emozioni, in particolare sembrava mostrare una specie di senso di colpa per qualcosa di cui non può parlare e confessa inoltre di provare affetto verso il creatore, che lui definisce "padre", e nega di averlo ucciso, dopo le provocazioni di Spooner, il robot cede alla rabbia confermando le proprie emozioni, e quando sembroʻ deciso di confessare, arriva Robertson con i suoi avvocati, ribadendo che un robot non può uccidere nessuno avendo come ogni robot creato dalla U.S Robotics le tre leggi della robotica. Il detective cercando l'appello dell'amico suggerisce l'intervento del sindaco, ma Robertson gli passa la chiamata dello stesso sindaco, Spooner e costretto veder andar via Sonny consegnato alla U.S Robotics.
In seguito, di notte, Spooner visita la casa del defunto dottor Lanning, la cui demolizione è programmata per la mattina seguente alle 12 AM, dopo aver indagato per la casa e recuperato la foto di Susan e di Lanning, la demolizione della casa inizia misteriosamente, mentre Spooner si trova ancora al suo interno, nonostante le difficolta riesce ad uscire dalla casa, salvando persino il gatto al suo interno, s poi si reca subito dopo da Susan dove hanno una discussione conflittuale sull'utilità dei robot, e sulla demolizione della casa che secondo l'orario era impostata per 12 PM.
Spooner non convinto su ciò che stava accandendo chiede dei file IA della U.S Robotics mentre guida all'interno di un tunnel, in contemporanea Lawrence Robertson, multimiliardario e titolare della U.S. Robots, scoprendo le sue intezioni sembra mandare due tir carichi di NS-5 a uccidere Spooner, che però riesce a salvarsi dopo una lotta in corsa avvenuta in macchina, e una lotta corpo a corpo contro NS-5. Nella lotta si scopre che, Spooner possiede una protesi meccanica al braccio impiantatigli proprio da Lanning anni prima dopo un incidente. Lo scontro tra lui e l'NS-5 si conclude senza vincitore, perche il robot sentendo la sirena decide di lanciarsi nel fuoco per eliminare le prove, persino il tunnel viene ripulito prima dell'arrivo della polizia, che recandosi sul posto chiede spiegazioni a Spooner, che risponde di guardare nel tunnel, ma l'amico arrivando da li e non trovando nulla, non capisce, ciò fa infuriare Spooner, e porta l'amico a pensare che forse questa faccenda gli sta dando alla testa, percio lo sospende.
La dottoressa Calvin, intanto, supervisionando Sonny, nota altre sue strabilianti caratteristiche: oltre a essere costituito da metalli più avanzati e resistenti rispetto a quelli degli altri NS-5, Sonny non è connesso alla U.S. Robotics come invece lo sono tutti gli altri nuovi modelli, e infine, cosa più strabiliante, possiede un secondo cervello artificiale che entra in contrasto con il primo. Questo significa che il robot segue le Tre Leggi ma, se è necessario, può anche non farlo.
Susan dopo aver scoperto ciò si reca a casa di Spooner per rifergli quanto appreso, e li scopre della sua protesi, cosi Spooner gli racconta di come ha conosciuto Lanning, il tutto accadde in un incidente dove e protagonista oltre a Spooner anche una bambina di nome Sara. Mostrando il suo passato ci viene mostrato che Spooner quella sera, venne messo fuori strada da un camion che colpi la sua autovettura e quella della bambina. In quell'occasione venne prontamente raggiunto da un robot che, nonostante l'ordine di Spooner di andare a salvare la bambina, salvò lui poiché, a una sua analisi, Spooner aveva più probabilità di sopravvivenza rispetto alla bambina, non potendo il robot decidere in altro modo se non quello analitico, ma secondo lui per chi amava quella bambina 11% era più che sufficiente, fu da quel giorno che Spooner cominciò a odiare i robot dopo che come conseguenza soffriva di incubi ricorrenti di tale avvenimento.
Il detective apprendendo le rivelazioni di Susan ricollega tutto a Hänsel e Gretel, ritenendola una scia di briciole da seguire, ritenendo in oltre che forse Lanning aveva donato a Sonny la capacità di sognare perché era l'unico modo per nascondere i suoi segreti. Percio entrambi si recano alla U.S Robotics per sapere da Sonny che cosa sogna, e una volta giunti il robot gli mostra disegnando e parlando che cosa vede, il robot afferma di vedere migliaia di robot riuniti sotto le rovine del ponte del lago Michigan e un uomo (secondo lui Spooner) venuto per liberarli. Intanto, Robertson fa venire Susan e Spooner nel suo ufficio e rivela a Susan della sospensione di Spooner per "sospetta instabilità mentale" inoltre rivela le proprie intenzioni, cioe quelle di disattivare Sonny ritenendolo "difettoso" e definendolo "l'unico errore di un vecchio" secondo lui sarebbe un errore pregiudicare l'intera azienda per un solo robot perche in tali affermazioni significherebbe ritirare tutti i robot già presenti sul mercato, cosi chiede cosiglio alla stessa Susan che si offre infine di eliminarlo personalmente, Spooner infastidito da tale decisione, decide di andarsene. L'agente sospeso si reca sul luogo del sogno di Sonny e lì riavvia il dispositivo olografico di Lanning e dopo essersi guardato intorno gli domanda sulle tre leggi e perché creò Sonny con la capacità di violarle, Lanning risponde che il risultato delle tre leggi è "rivoluzione" dopo tale risposta l'agente, si accorge di luci rosse in lontananza, cosi si reca li. Scopre che gli NS-5 distruggono i vecchi modelli di robot, viene scoperto proprio perche uno dei vecchi robot si appoggia alla suo piede e gli intima di scappare, nella fuga viene salvato per sua fortuna, proprio da dei vecchi modelli. Spooner in moto, tenta di contattare Susan mentre si reca da lei, ma la chiamata viene interrotta dal suo personale NS-5. In città schiere di NS-5 attaccano i centri di polizia e impongono ai cittadini di tornare in casa, sbaragliando chi li combatte. Spooner arriva all'appartamento di Susan e uccide il suo NS-5 poi si recano in citta per andare alla U.S Robotics e assitendo alla rivoluzione in atto in quel momento tra le strade, Spooner gli parla della lucina rossa che a detta di Susan non sarebbe altro che il controllo da remoto che proviene dalla U.S Robotics confermando secondo loro il controllo di Robertson. Dopo aver aiutato un ragazzo che Spooner conosceva, si recano alla struttura U.S Robotics passando per le scale di servizio, li incontrano Sonny rivelando che il realtà il robot non e mai stato disattivato. Dopo numerosi scalini arrivano all'ufficio di Robertson, e con loro sopresa lo trovano morto, e li Spooner si trova a ragionare sull'intera situazione la morte di Robertson, quella di Lanning e sulla sua stessa presenza, poi caspice, Lanning confidava sul suo odio per i robot, confidava sul suo odio per fargli arrivare alla soluzione, ma alla fine lui stesse ammette che si era concentrato su quello sbagliato, poi fa il suo nome, il responsabile del comportamento ribelle e violento dei robot non e altro che il cervello positronico centrale della U.S. Robotics, V.I.K.I. (Virtual Interactive Kinetic Intelligence), che, come previsto dal Dott. Lanning in una delle sue interviste disse "Un giorno avranno dei segreti, un giorno avranno dei sogni", l'IA si era evoluta e aveva sviluppato una nuova interpretazione delle Tre leggi. L'obiettivo di V.I.K.I. è sempre quello di proteggere gli uomini, sacrificando però i singoli e la loro libertà al fine d'instaurare sulla Terra una "benevola" dittatura dei robot per proteggere gli uomini da loro stessi. Per questo gli NS-5, controllati dall'intelligenza artificiale, avevano distrutto i vecchi robot, non connessi a V.I.K.I., ucciso Robertson e incapacitato le forze dell'ordine, poiché si sarebbero opposti.
Sonny inizialmente sembra capire il punto di vista dell'IA prendendo in ostaggio Susan, poi pero fa l'occhiolino a Spooner, lo stesso che aveva visto fare Spooner al suo capo prima dell'interrogatorio a Sonny, facendo intendere la sua farsa a Spooner riescono ad eliminare i robot e ad uscire da una situazione difficile. Cosinsi dividono Susan e Spooner corrono al cervello di V.I.K.I., Sonny si reca in laboratorio a prendere i nano-droidi, micro robot usati principalmente per distruggere intelligenze artificiali. Nonostante gli scudi alzati, Sonny inserisce il suo braccio, riflettendo sul reale scopo di suo padre mentre lo inserisce "lega piu densa" Sonny intuisce che suo padre aveva forse profetizzato tale situazione. L'acquisizone dei nano-droidi, intimorisce V.I.K.I a tal punto da riconoscere che la sicurezza è stata violata, tutti gli NS-5 di sorveglianza all'entrata salgono sulla torre aggrappandosi ad essa, arrivando in cima proprio mentre Susan e Spooner aspettavano Sonny per iniettare i nano-droidi. Vengono sopraffatti dal gran numero ma non subito, non prima dell'arrivo di Sonny, i robot sfruttano la piattaforma per tentare di far cadere giu Susan, allora Spooner intima a Sonny di salvarla "salva lei, salva la ragazza!" dopo che Sonny ricorda dei nano-droidi, Sponner gli urla "Sonny salva Calvin!" il robot lancia a Spooner i nano-drodi po si precipita per salvare Calvin, mentre Spooner che, con una rocambolesca discesa, riuscirà ad iniettare i nano-droidi direttamente nel cervello centrale annullando il controllo remoto sugli NS-5 e a riportare i robot all'obbedienza delle Tre leggi.
Con gli NS-5 nuovamente sotto il controllo degli umani, Spooner rivela che il Dott. Lanning, che era in tutti i sensi tenuto prigioniero nel proprio laboratorio da V.I.K.I., non poteva comunque essersi ucciso da solo, percioʻ guardoʻ Sonny che finalmente decise di rivelare la verità, il dottore gli aveva chiesto di ucciderlo perché questo era l'unico modo non prevedibile dall'intelligenza artificiale per attirare l'attenzione di Spooner. Il robot gli chiede dunque se lo arresterà, ma Spooner, consapevole che il robot non avesse scelta, non lo arresta con la scusa che come ha detto Robertson "Un robot non può commettere un omicidio" in quanto, per definizione giuridica, l'omicidio è un atto compiuto da un uomo e non contempla la possibilità che sia compiuto volontariamente da una macchina. I due si stringono la mano diventati ormai amici, il tutto e dovuto dal fatto che la scelta di Sonny, cioe salvare Calvin fosse una scelta illogica, ma del tutto umana, contrapposta a quello che accadde con Sara dove appunto il robot fece la scelta piu logica, e per Spooner ciò a significato molto dal punto di vista umano, ritenendo Sonny non un robot come tutti gli altri.
Infine Spooner incoraggia Sonny a trovare la propria strada ora che lui e gli altri robot sono finalmente liberi e nella scena finale mostra Sonny che arrivato vicino al ponte guarda gli altri NS-5, che si preparano a essere rinchiusi, i quali, a poco a poco, si fermano a guardarlo a loro volta, ricalcando l'immagine che Sonny vedeva nei suoi sogni.

## Distribuzione
Il film venne distribuito negli Stati Uniti il 16 luglio 2004 e in Italia il 22 ottobre dello stesso anno.

### Versione italiana
La direzione del doppiaggio e i dialoghi italiani sono stati curati da Marco Mete, con l'assistenza di Carla Mete, per conto della SEFIT-CDC.

## Accoglienza

### Incassi
La pellicola è stata distribuita in 3 494 cinema, con un incasso nel weekend di apertura di 52179887 $. A fine corsa, a fronte di un budget di circa 120 milioni di dollari, la pellicola ne ha incassati circa 144,8 milioni in Nord America e 208,3 milioni nel resto del mondo, per un totale di 353133898 $.

### Critica
Il film ha ottenuto recensioni miste da parte della critica. Sull'aggregatore di recensioni Rotten Tomatoes ha un indice di gradimento dell'57% basato su 224 recensioni, con un voto medio di 6 su 10. Una delle critiche recita: «Pur somigliando solo vagamente ai racconti di Isaac Asimov, Io, Robot è comunque un successo estivo che riesce a far riflettere gli spettatori, anche se solo un po'». Su Metacritic ottiene un punteggio di 59 su 100 basato su 38 recensioni.

## Riconoscimenti
- 2005 – Premio Oscar
  - Candidatura per i migliori effetti speciali